# Charles Tron
Pour les articles homonymes, voir Tron (homonymie).
Charles Tron, né le 13 mars 1817 à Bagnères-de-Luchon (Haute-Garonne) et mort le 1er juin 1881 à Paris, est un homme politique français.

## Biographie
Avocat à Toulouse, il est successivement maire de Bagnères-de-Luchon en 1848 puis en 1875 et conseiller général du canton de Bagnères-de-Luchon en 1847. Il est député de la Haute-Garonne de 1849 à 1851, siégeant à droite comme bonapartiste, puis de 1869 à 1870 et de 1876 à 1881, siégeant au groupe de l'Appel au peuple.

## Sources
- « Charles Tron », dans Adolphe Robert et Gaston Cougny, Dictionnaire des parlementaires français, Edgar Bourloton, 1889-1891 [détail de l’édition]